# Noroy-sur-Ourcq
Noroy-sur-Ourcq é uma comuna francesa na região administrativa de Altos da França, no departamento de Aisne. Estende-se por uma área de 5,15 km². Em 2010 a comuna tinha 128 habitantes (densidade: 24,9 hab./km²).